# Finsk-ugriska Elias Lönnrotskolan

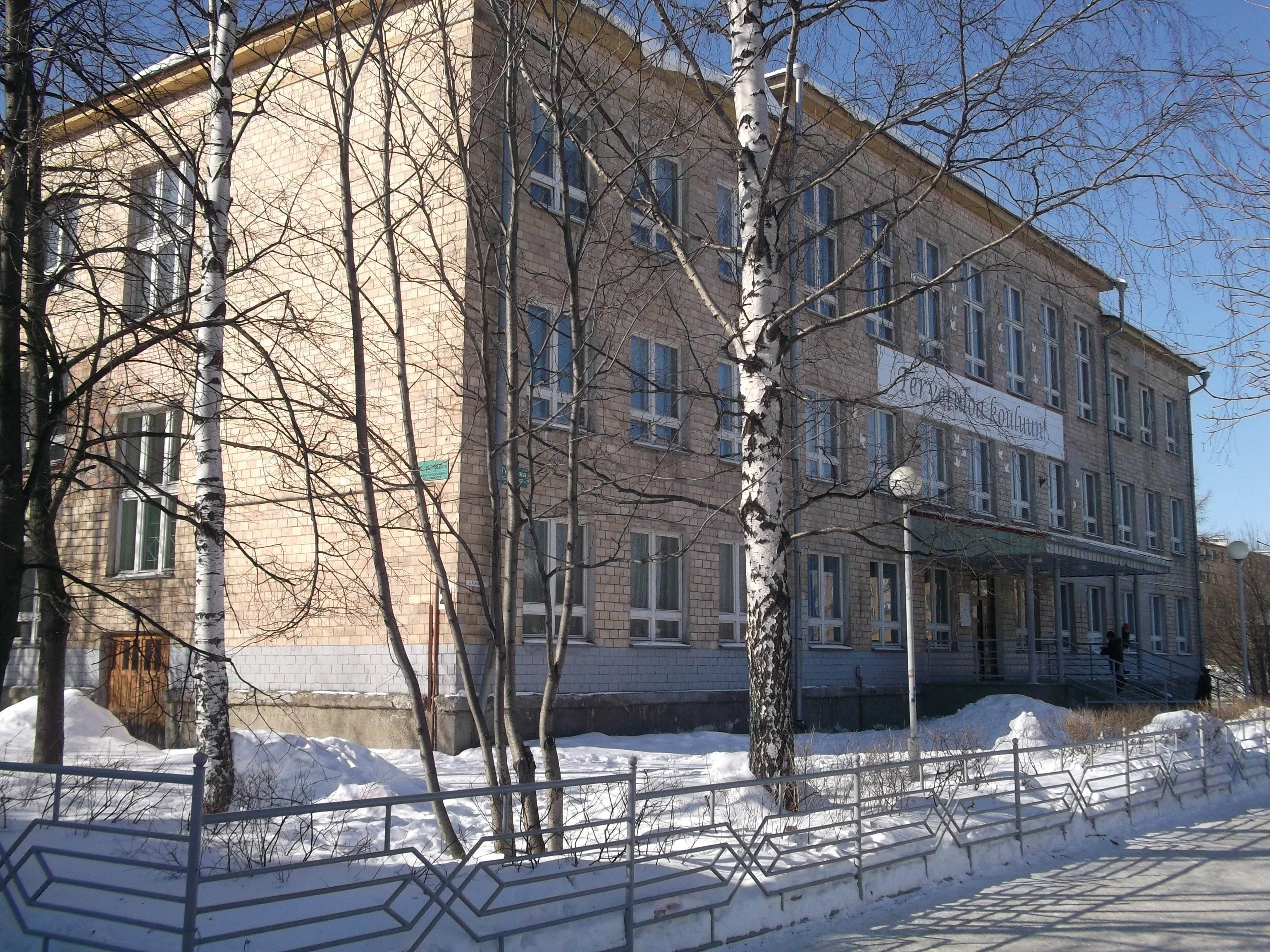
Finsk-ugriska skolan i Petrozavodsk

Finsk-ugriska Elias Lönnrotskolan (ryska: Средняя общеобразовательная финно-угорская школа имени Элиаса Лённрота, "Mellanstadieallmänbildande finsk-ugriska skolan namngiven efter Elias Lönnrot"; finska: Suomalais-ugrilainen koulu, karelska: Šuomelais-ugrilaini koulu, vepsiska: Suomalaiž-ugrilaine škol) är en integrerad grundskola och gymnasium i Petrozavodsk i Karelska republiken, Ryssland. Skolan är kommunal och ger undervisning på årskurs 1-11. Skolan grundades 1994 som Nationella finsk-ugriska skolan nr 52. Den ryms i en typisk skolbyggnad uppförd 1963 (den tidigare Skola nr 18) på Maxim Gorkijgatan 2.

## Historia
Den nationella finsk-ugriska grundskolan öppnades 1 september 1994 som Skola nr 52 i byggnaden tillhörande Petrozavodsk gymnasium nr 17. Skolan hade 114 elever och 10 lärare. 1999 sammanlades Finsk-ugriska skola nr 52 med Petrozavodsk gymnasium nr 18. 2000 uppkallades skolan efter Elias Lönnrot. 2001-2002 renoverades skolan. 2004 lyckades skolan ta sig i finalen i den ryska tävlingen "Rysslands bästa skolor 2004" i kategorin för skolor med etnisk-kulturell inriktning.

## Inriktning och undervisning
Skolan är den viktigaste basen för den etnisk-kulturellt inriktade delen av utbildningsinstitutionerna i Republiken Karelen. Skolan har mer än 900 elever och lärarkåren består av 71 lärare.
Skolan ger undervisning på ryska skolsystemets alla tre stadier (lågstadiet/grundskolan årskurs 1-4, mellan/högstadiet årskurs 5-9 och årskurs 10-11 tillsvarande gymnasiet).
Skolan är specialiserad i lärandet av
- vepsiska språket
- karelska språket (egentliga karelska och Livvi/Olonets-dialekten)
- finskan

såväl som engelska och franska.
Skolan har språklaboratorium, datorsalar, sportshall och motionsrum, slöjd-, låssmed- och syverkstad, skolkök, bibliotek och lässal, aula/mötessal och konsultation för skolsköterska, logoped, psykolog och socialpedagog.
I historieavdelningen finns et skolmuseum för karelernas och vepsernas historia och kultur.
Med skolan som bas organiseras det tävlingar och festivaler för kännare av de karelska, vepsiska och finska språken.
Studenter från Petrozavodsk statsuniversitet, Petrozavodsk pedagogiska högskola, socialpedagogiska högskolan och Joensuu universitet gör praktik på skolan.